# Arapoema
Arapoema là một đô thị thuộc bang Tocantins, Brasil. Đô thị này có diện tích 1552,207 km², dân số năm 2007 là 6839 người, mật độ 4,41 người/km².